# Cadillac CT6
La Cadillac CT6 est une voiture de luxe du constructeur automobile américain Cadillac. La première 
génération est construite aux États-Unis de 2015 à 2023. Elle est amenée à devenir la berline la plus luxueuse de la gamme GM. Elle est la première voiture, sous la direction de Johan De Nysschen à adopter la stratégie de nomenclature révisée de la marque. En plus de ses principaux marchés en Amérique du Nord et en Chine, la CT6 est également commercialisée en Corée, au Japon, en Israël, au Moyen-Orient et plus confidentiellement en Europe.
La deuxième génération est construite en Chine depuis 2023.

## Aperçu

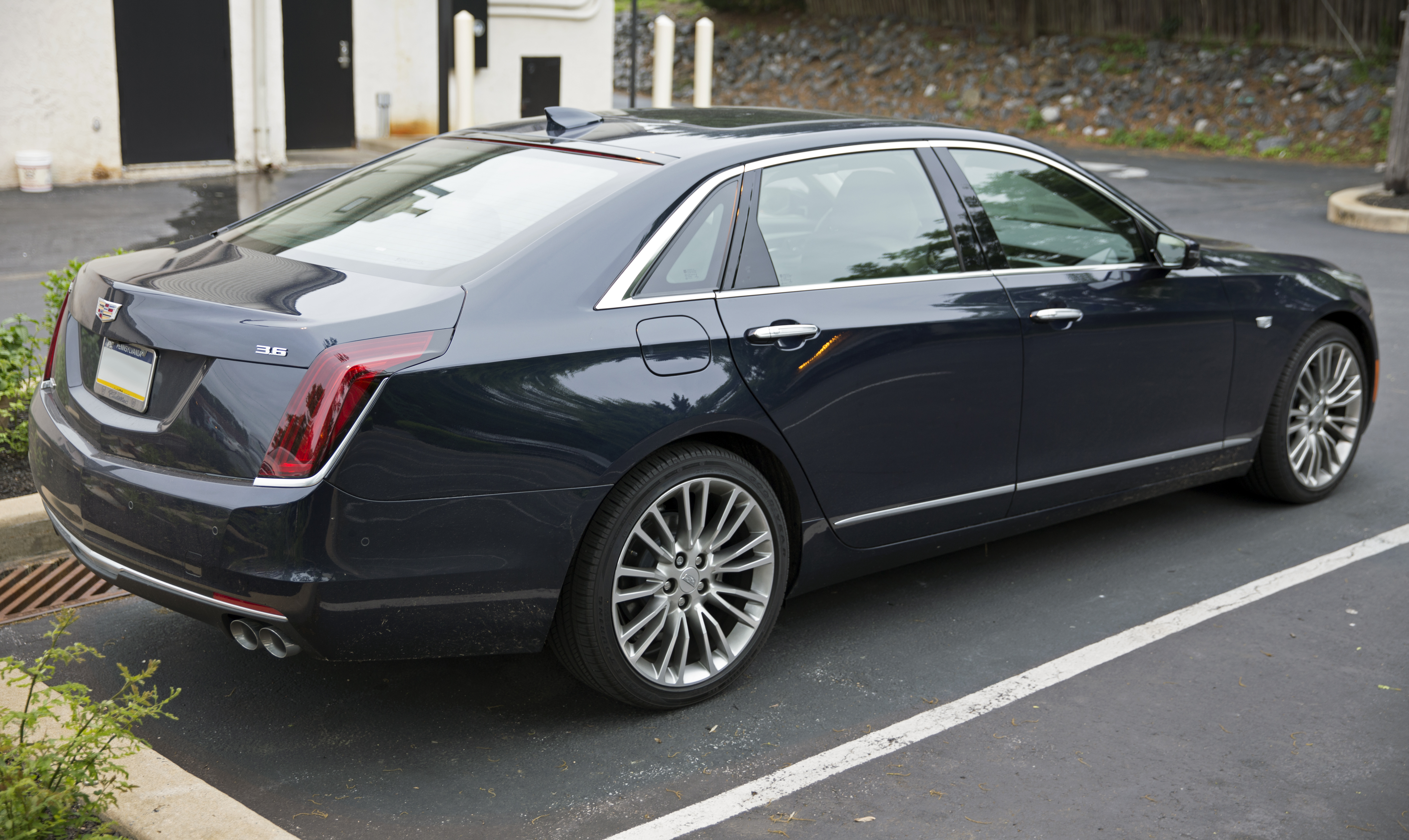
Vue arrière

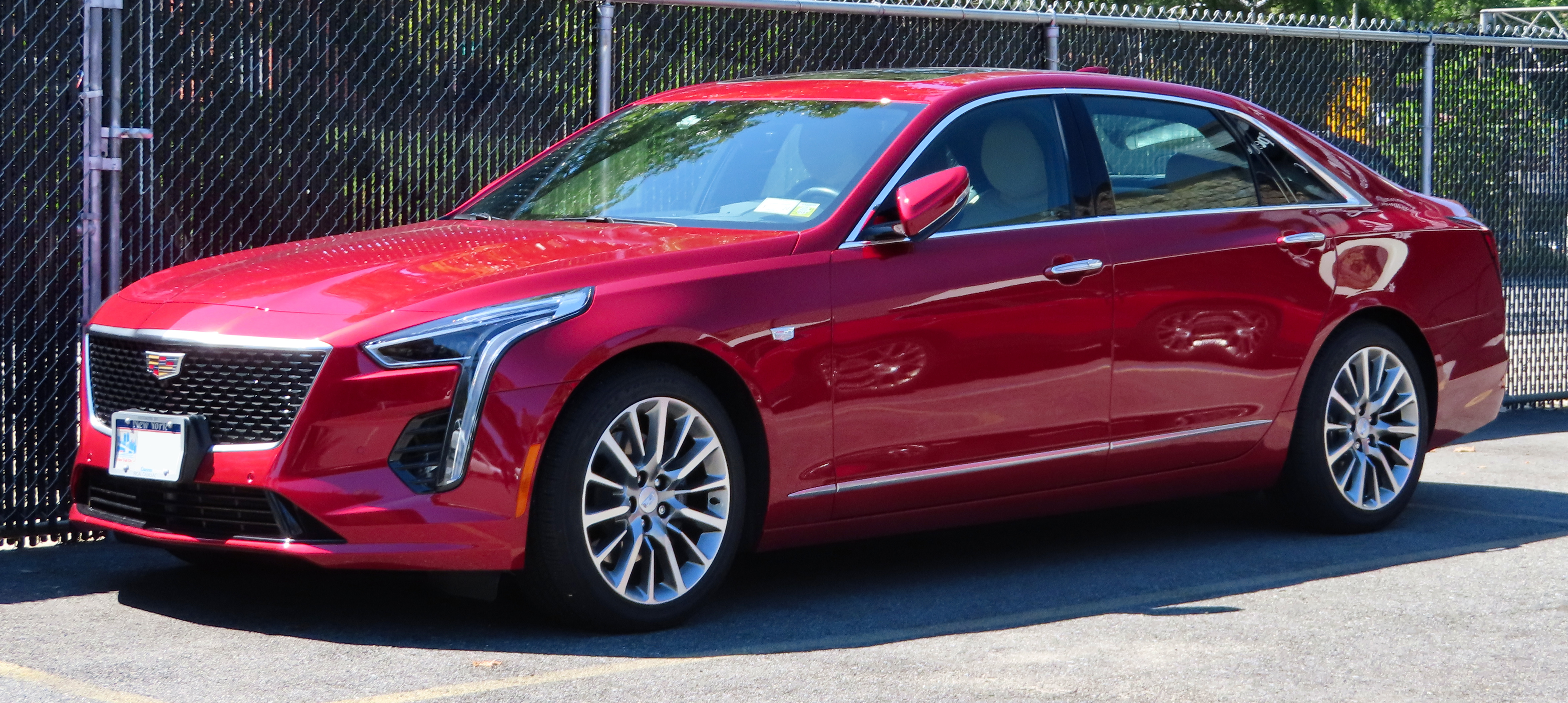
Vue avant (version restylée)

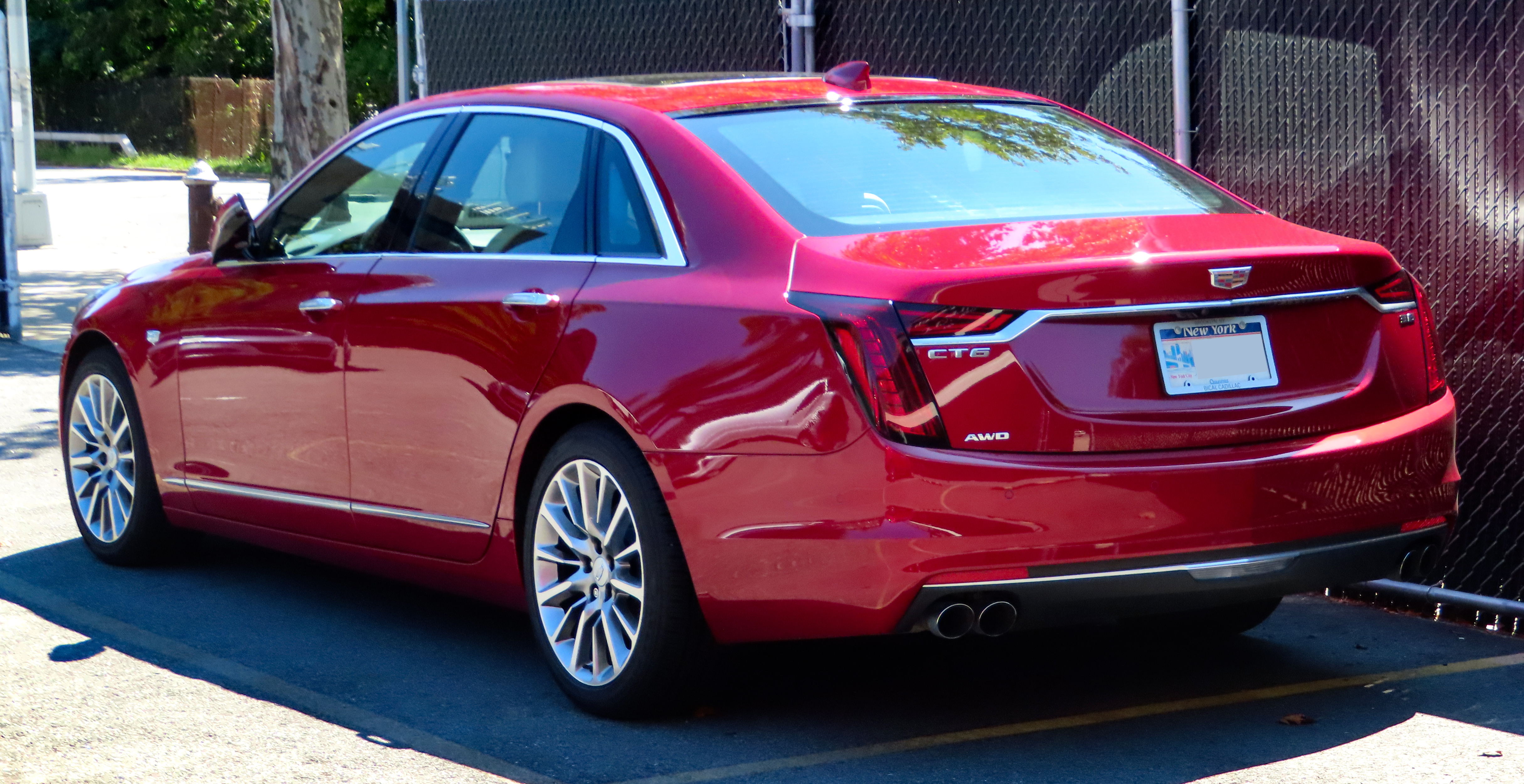
Vue arrière (version restylée)

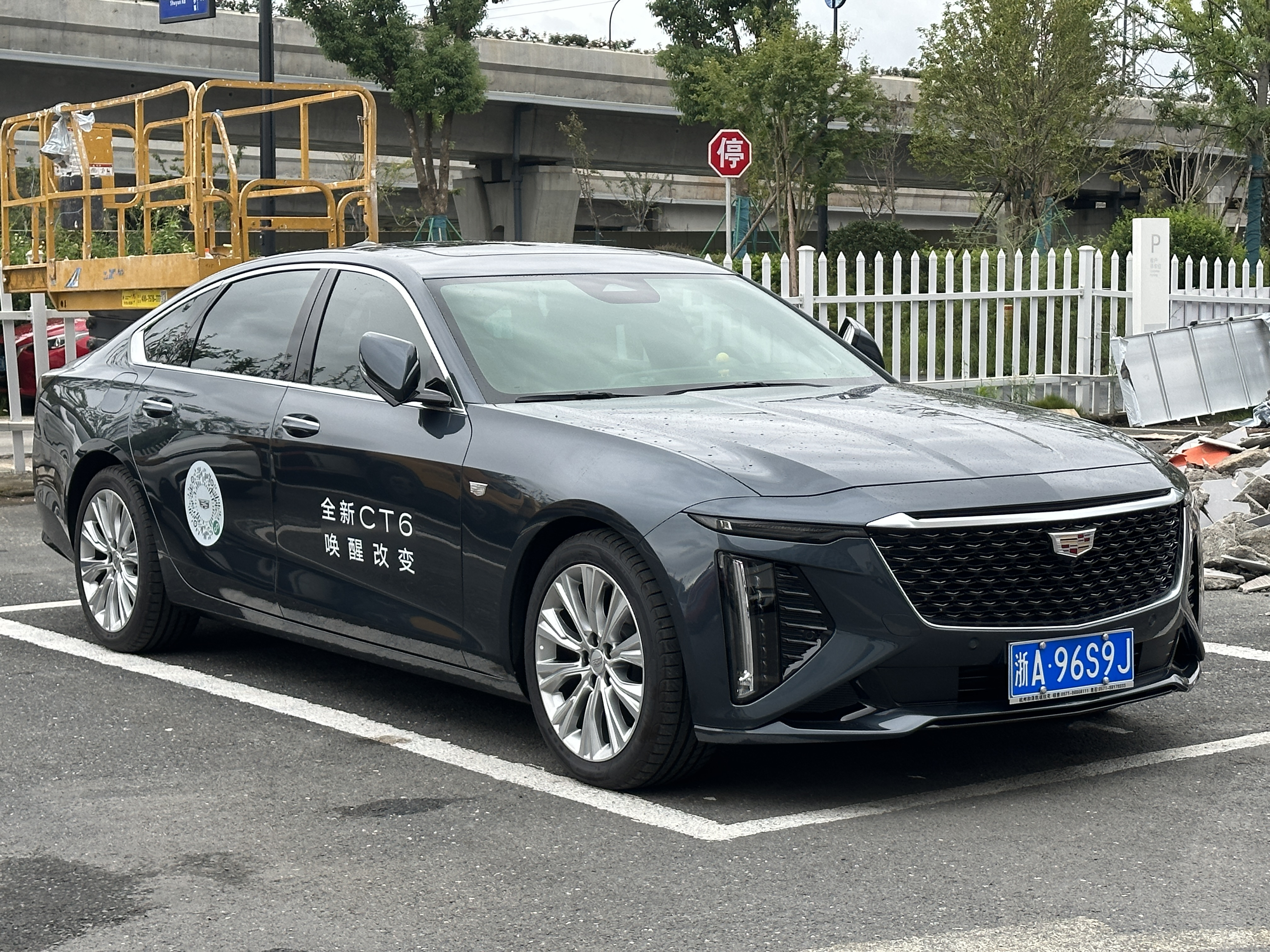
Deuxième génération

La CT6 est plus longue et large que la XTS et offre en conséquence un meilleur volume intérieur. L'architecture de la CT6 utilise une combinaison d'acier et d'aluminium afin de la rendre plus légère que la moyenne de la catégorie. Elle a été mise sur le marché en tant qu’ajout et non en remplacement de la XTS, désormais abandonnée.
Cadillac a projeté que la CT6 serait le produit phare temporaire jusqu'à ce qu'elle commercialise une berline CT8 plus grande et plus luxueuse. Cependant, la CT8 ne s'est pas concrétisée et la CT6 est restée le fleuron de la marque.
Pour le marché américain, la CT6 est fabriquée à l'usine d'assemblage GM Detroit, Hamtramck. Le 11 mars 2016, la première livraison de CT6 a eu lieu, après avoir été livrée au vainqueur d'une enchère de 2015 pour la première CT6 vendue. Le véhicule s'est vendu 200 000 $ aux enchères. La voiture était de niveau "Platinum" et peinte en Stellar Black Metallic.
Installé dans la CT6, le système de divertissement embarqué de deuxième génération, la connectivité 4G LTE et un système audio Bose à 8 haut-parleurs, un système de haut-parleurs Bose Centerpoint 10 inclus dans les packs "Luxury" et "Premium Luxury", avec un son Bose Panaray à 34 haut-parleurs inclus avec la finition "Platinum" haut de gamme. Cadillac propose une nouvelle fois la vision nocturne améliorée qui a été abandonnée à partir de 2004 sur la DeVille. L'équipement disponible comprend le régulateur de vitesse adaptatif, ainsi que le contrôle magnétique du trajet couplé à des technologies de prévention des accidents. Nouveau avec la CT6 est le rétroviseur de caméra arrière, qui utilise la vidéo en streaming à partir d'une caméra qui s'affiche dans le rétroviseur, qui offre une vue améliorée sans obstructions du «pilier C» et des passagers assis à l'arrière,,. Les sièges avant peuvent être réglés de 14 façons différentes, avec un ensemble de réglage en option de 16 ou 20 voies qui comprend un siège chauffant et refroidissant avec une fonction de massage pour les passagers avant et arrière. Des sièges arrière sont également offerts, des écrans LCD rétractables de 25 cm qui se détachent de l'arrière des dossiers des sièges avant, derrière les appuie-tête des sièges avant qui peuvent lire le contenu Blu-ray pour les appareils introduits, qui ont été introduits sur le concept car Cadillac Escala.

### Groupe motopropulseur
La CT6 est disponible avec 3 motorisations, un quatre cylindres 2,0 L turbo et deux V6 de 3,6 L et 3,0 L biturbo, ce dernier offrant (en Europe) 417 ch (307 kW) et 555 N m de couple avec système de désactivation des cylindres. L'ensemble des modèles (hors 4 cylindres 2 L Turbo) sont équipés en série de la transmission intégrale. Un moteur V8 biturbo de 4,2 litres est disponible pour les modèles de 2019 développant 558 ch (410 kW) dans la CT6-V et 507 ch (373 kW) dans la finition V-Sport. Le couple pour les deux moteurs est respectivement de 868 et 778 N m.

### CT6 PHEV
Une variante hybride rechargeable, la CT6 PHEV, a fait ses débuts au Salon de l'auto de Shanghai 2015. L'hybride rechargeable utilise un groupe motopropulseur similaire à l'actuel Chevrolet Volt (deuxième génération). La CT6 Plug-In Hybrid associe un moteur essence quatre-cylindres 2,0 L turbocompressé à un moteur électrique repris du modèle ELR. La puissance totale combinée est de 250 kW (340 ch). Le groupe motopropulseur est fabriqué aux États-Unis et le point d'assemblage final du véhicule est à Jinqiao, en Chine (par Shanghai GM),. La CT6 hybride plug-in a été lancé sur le marché chinois en décembre 2016. Les prix en Chine ont commencé à 558 800 yuans (80 408 dollars), avec une augmentation plus élevée à 658 800 yuans (94 683 dollars) avant toute incitation gouvernementale applicable. Les prix de cette version démarrent à plus de 75 000 dollars soit une différence de près de 20 000 dollars avec la version essence dotée du même moteur.
L'autonomie en tout-électrique atteint les 50 kilomètres, et plus de 700 kilomètres en mode hybride avec une consommation de 8,7 L/100 km. Les deux moteurs combinés délivrent 340 ch (250 kW) et 586 N m de couple. Premier modèle de la marque à être uniquement assemblé en Chine et exporté.

### Innovations technologiques
La CT6 inaugure le nouveau système Hi-fi Bose Panaray Surround utilisant la technologie Dolby DTS. Ce sont ainsi 34 haut-parleurs, intégrés dans les sièges avant et les appui-têtes ainsi qu'un autre motorisé au centre du tableau de bord qui prennent place dans l'habitacle. Le système utilise les technologies de sonorisation automobile de Bose, ainsi que les technologies de sa gamme de haut-parleurs professionnels Panaray. L'ensemble de la gamme CT6 est livré en standard avec l'un des trois systèmes audio haut de gamme Bose: un système audio haut de gamme Bose à 8 haut-parleurs, un système audio ambiophonique Bose Centerpoint à 10 haut-parleurs ou le haut-parleur haut de gamme à 34 haut-parleurs Système de son surround Panaray de Bose.
Une autre innovation introduite est l'intégration de la caméra de recul dans le rétroviseur central intérieur qui facilite ainsi les manœuvres via une image projetée. Bien que ce type de système existait déjà à la vente en seconde monte, la CT6 est la première à l'offrir en tant qu'option catalogue montée d'origine.
Lancé en 2017, le système de conduite semi-autonome Cadillac Super Cruise permettant la conduite sur voie rapide et autoroute est disponible en option sur la finition Premium Luxury pour 5 000 dollars et livré de série sur la finition Platinum.

### CT6-V

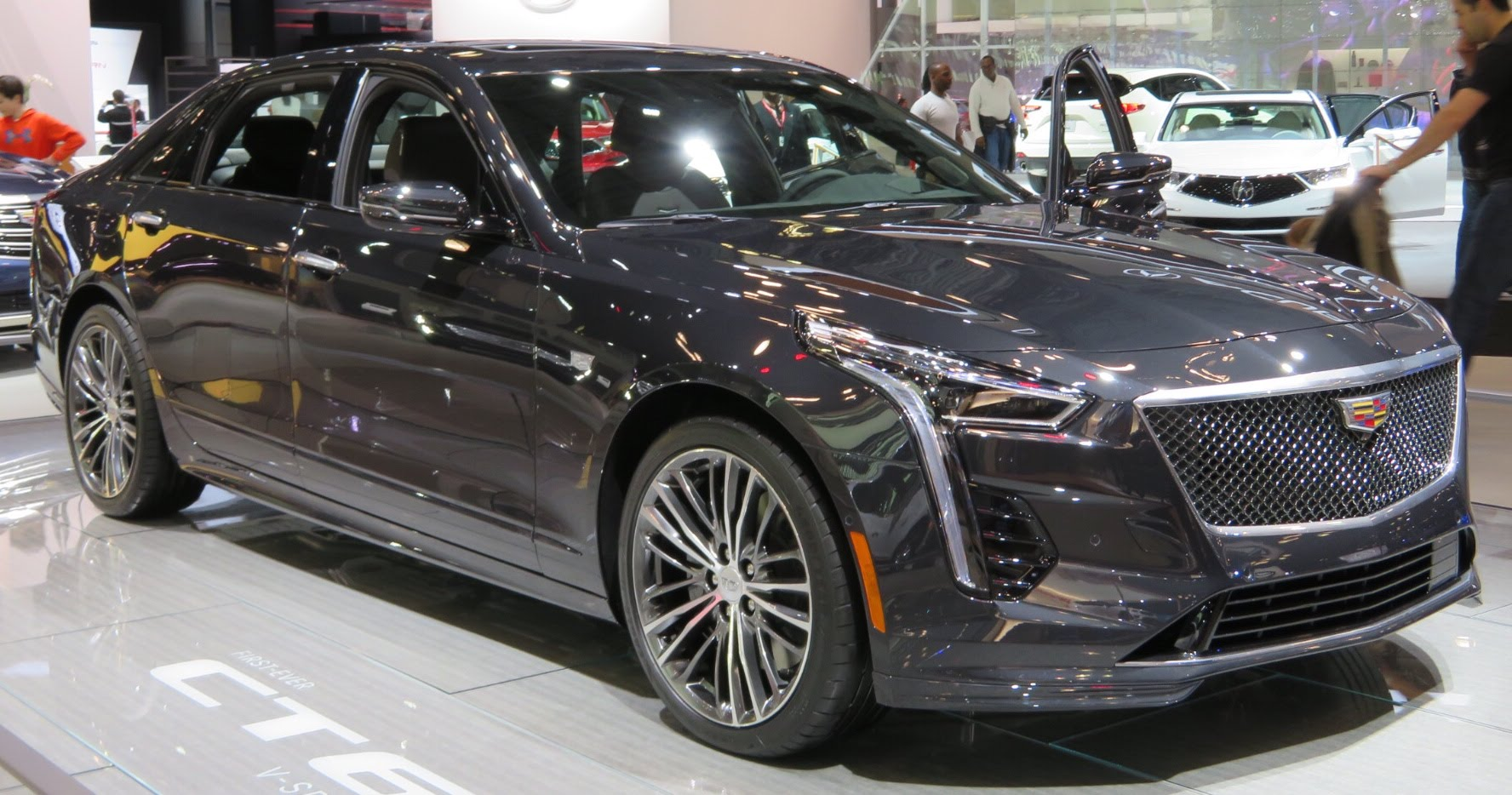
Cadillac CT6-V avant

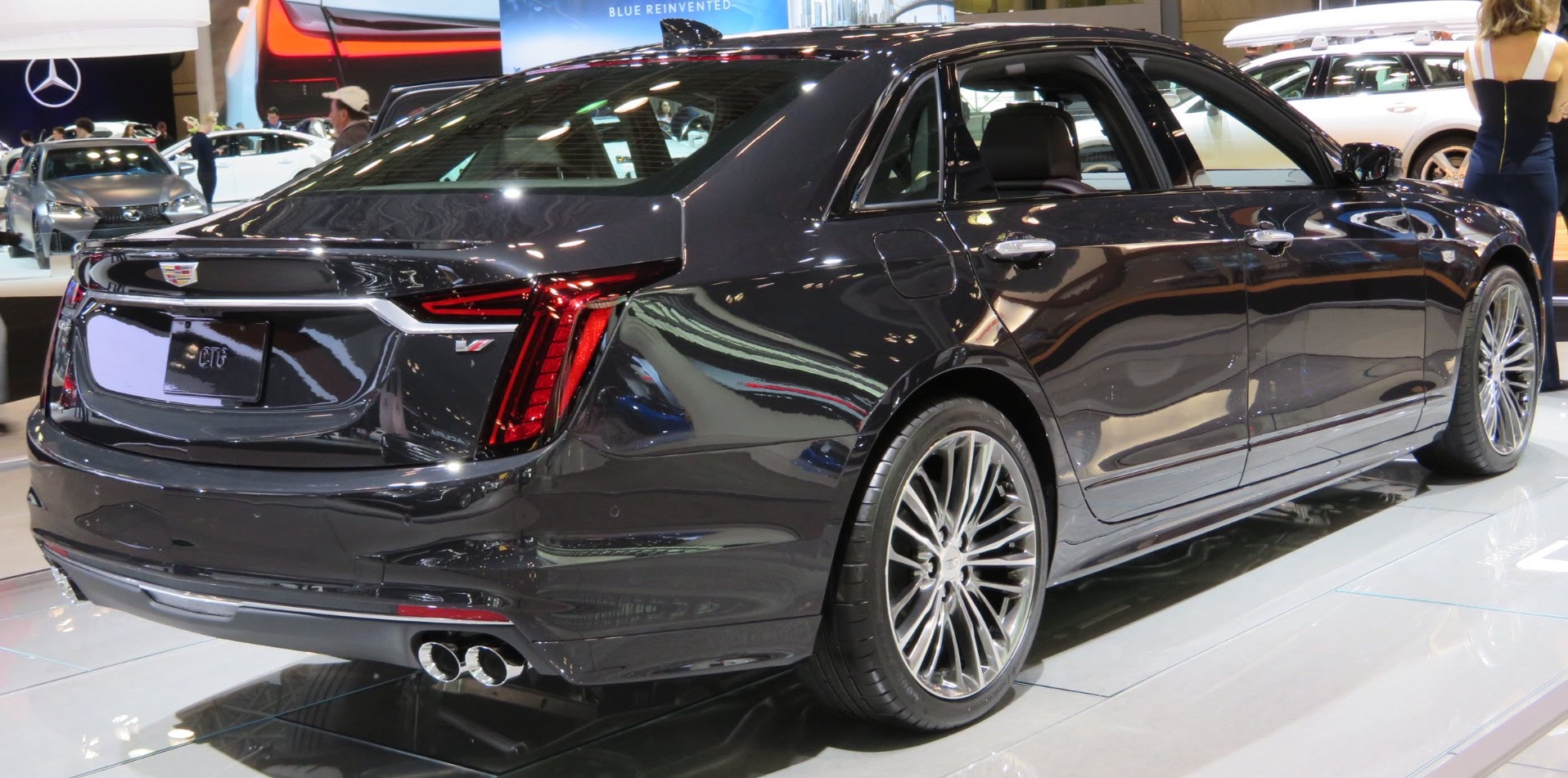
Cadillac CT6-V arrière

Présenté comme une version haute performance du CT6, le CT6-V (anciennement connu sous le nom de V-Sport) a été révélé pour la première fois au Salon de l'auto de New York 2018. Outre la CT6 ordinaire, le V8 biturbo DOHC nouvellement développé produit 558 ch (410 kW) à 5 700 tr/min et 868 N m de couple à 3 200–4 000 tr/min. Le moteur, connu sous le nom de GF18, a un alésage de 86,0 mm et une course de 90,2 mm avec un taux de compression de 9,8: 1. Afin de résister aux contraintes et de réduire les frottements, Cadillac a utilisé des bielles en acier forgé et un revêtement spécial pour les axes de piston. Pour plus d'efficacité, Cadillac a utilisé la désactivation des cylindres pour les cylindres numéro 2, 3, 5 et 8 avec un calage variable sur les quatre cames pouvant ajuster 55 degrés à l'échappement et 70 degrés à l'admission. Lorsque le moteur est arrêté, les cames d'admission sont stationnées au milieu de leur course, empêchant le chevauchement des soupapes d'échappement et d'admission, ce qui permet un démarrage plus facile et un ralenti initial plus fluide. Le carburant est injecté directement dans le cylindre. Les collecteurs d'échappement en acier inoxydable moulé intègrent un logement pour les turbocompresseurs Mitsubishi Heavy Industries à double volute situés à l'intérieur de la rangée V pour une meilleure réponse. Les roues de turbine en aluminiure de titane tournent jusqu'à 190 000 tr/min, soulagé par les vannes électriques. Le refroidisseur intermédiaire est monté juste au-dessus de chaque culasse, ce qui réduit la température de l'air de suralimentation de 54 °C immédiatement avant d'atteindre les soupapes d'admission. Les moteurs sont réglés avec de légères différences telles que le système de soupape actif et la cartographie de l'unité de contrôle du moteur. Les moteurs sont assemblés à la main et signés personnellement sur le Performance Build Centerline à l'usine de Bowling Green Kentucky Corvette. Les deux moteurs sont couplés à une transmission automatique à 10 vitesses décalée par la programmation de l'algorithme de performance pour atteindre les modèles de changement de vitesse idéaux. La CT6-V comprend également un système de traction intégrale avec boîte de transfert optimisée, direction arrière et différentiel à glissement limité mécanique. Le système 4x4 s'ajustera en fonction des 3 modes de conduite différents disponibles. Le biais de couple standard reste de 40-60 de l'avant à l'arrière, mais en mode piste, la répartition du couple est modifiée pour fournir 10-90 pour des performances de piste optimisées avec un sous-virage minimum. De plus, l'extrémité avant et l'extrémité arrière ont été repensées. L'avant comprend un nouveau capot, phares et calandre et l'arrière un nouveau couvercle de coffre et de nouveaux feux arrière. Le châssis est recalibré avec un réglage spécifique pour la barre stabilisatrice, les ressorts et les amortisseurs Magnetic Ride.

## Ventes
| Année civile | États-Unis | Chine  |
| ------------ | ---------- | ------ |
| 2016         | 9 169      | 5 830  |
| 2017         | 10 542     | 11 917 |
| 2018         | 9 668      | 17 223 |
| 2019         | 7 951      | 22 637 |

France
| Année  | 2016 | 2017 | 2018 | 2019 | 2020 | Total |
| Ventes | 1    | 2    | 4    | 2    |      | 9     |